# ماسيج دابروفسكي
ماسيج دابروفسكي (بالبولندية: Maciej Dąbrowski)‏ (20 أبريل 1987 في بولندا - ) هو لاعب كرة قدم بولندي في مركز الدفاع. شارك مع منتخب بولندا تحت 20 سنة لكرة القدم. أما مع النوادي، فقد لعب مع بوغون شتشين وزاغويمبيه لوبين وليغيا وارسو وZawisza Bydgoszcz ‏ وOlimpia Grudziądz ‏ وGKS Bełchatów ‏ وVictoria Koronowo ‏.

## وصلات خارجية
- ماسيج دابروفسكي على موقع الاتحاد الدولي (مؤرشف)  (الإنجليزية)
- ماسيج دابروفسكي على موقع قاعدة بيانات كرة القدم.إي يو (الإنجليزية)
- ماسيج دابروفسكي على موقع Soccerway.com (الإنجليزية)
- ماسيج دابروفسكي على موقع AS.com (الإسبانية)